# تانسل اونگل
تانسل اونگل (انگلیسی: Tansel Öngel؛ زادهٔ ۲۴ سپتامبر ۱۹۷۶) بازیگر اهل ترکیه است. وی از سال ۱۹۹۹ میلادی تاکنون مشغول فعالیت بوده‌است.
از فیلم‌ها یا برنامه‌های تلویزیونی که وی در آن نقش داشته‌است می‌توان به حریم سلطان اشاره کرد.